# 가스 교환
가스 교환(gas exchange)은 확산에 의해 수동적으로 기체가 움직이는 물리적 과정이다.
흡기와 호기의 성분은 그 차이가 교환된 가스량에 해당한다. 폐포에서의 가스 교환은 공기와 혈액의 가스 분압차에 의해 일어난다.
산소는 전체의 약 80분의 1이 혈장에 녹는 것 외에는 모두 헤모글로빈에 결합되어 운반된다. 1g의 헤모글로빈은 1.34ml의 산소를 운반할 수 있다고 한다. 100ml의 혈액은 약 15.5g의 헤모글로빈을 함유하기 때문에 약 21ml의 산소를 운반할 수 있게 된다.
헤모글로빈은 일산화탄소와는 결합력이 매우 강해 산소의 200-250배 정도나 되는 친화성을 갖고 있다고 하며, 일산화 탄소와 결합한 헤모글로빈은 이미 산소와는 결합할 수 없기 때문에 산소 결핍을 초래하게 된다. 일산화탄소나 황화수소도 헤모글로빈과는 친화성이 강하고, 특히 황화수소와 결합하면 다시 원래의 헤모글로빈으로는 되돌아갈 수 없다고 한다.
이산화탄소의 약 44%는 혈구에 의해 운반되며, 나머지는 혈장속에 탄산수소나트륨 또는 탄산으로 녹아 운반되는데, 조직이나 폐포에서의 이산화탄소의 흡수나 해리는 상당히 복잡한 과정을 거쳐 일어난다.